# GALLEX
O GALLEX (GALLium EXperiment) foi um experimento de radioquímica que detectou neutrinos utilizando o 71GA (gálio-71) como alvo. Está localizado no Laboratório Nacional de Gran Sasso (LNGS), Itália. O experimento contou com a colaboração de cientistas da Itália, Alemanha, EUA, França, Israel e Polônia. Funcionou entre 1991 e 1997.
Trata-se de um detector de neutrinos solares que necessita de baixa energia limiar, possibilitando uma grande sensibilidade na detecção.

## Localização
Está localizado no subsolo do Laboratório Nazionali del Gran Sasso (LNGS) em Abruzzo, Itália. Está a uma profundidade de 3200 metros, o que auxilia na proteção de raios cósmicos. O acesso ao laboratório se dá por meio de uma estrada que atravessa a montanha.

## Detecção
O GALLEX foi preenchido com 101 toneladas de tricloreto de gálio - ácido clorídrico (GaCl3-HCl). Os neutrinos são capturados através da seguinte equação:
```
                                 νe + 
71
Ga → 71Ge + e-.
```

A razão pela qual o Gálio foi escolhido é que a energia limiar para detecção de neutrinos por essa equação é de apenas 233,2 keV. Reações com outros elementos como o cloro-37, por exemplo, não são capazes de detectar neutrinos de baixa energia.

## Resultados
Entre 1991 e 1997 o GALLEX detectou uma taxa de 74.1 ± 6.7 SNU (unidade de neutrinos solares) ao contrário de 129 ± 8 SNU que era o esperado.
Esse resultado indicou a primeira evidência experimental direta que confirma a teoria da fonte termonuclear da produção da energia solar.

## Outros experimentos
Soviet American Gallium Experiment (SAGE), localizado na Rússia. Semelhante ao GALLEX também detecta neutrinos através do gálio-71.
Gallium Neutrino Observatory (GNO), sucessor do GALLEX inaugurado em abril de 1998 pelo LNGS.